# Calder Park Raceway
Calder Park Raceway – australijski tor wyścigowy położony w Melbourne. Cały kompleks składa się z prostej do wyścigów Drag Racing, toru owalnego i toru drogowego w kilku możliwych konfiguracjach.

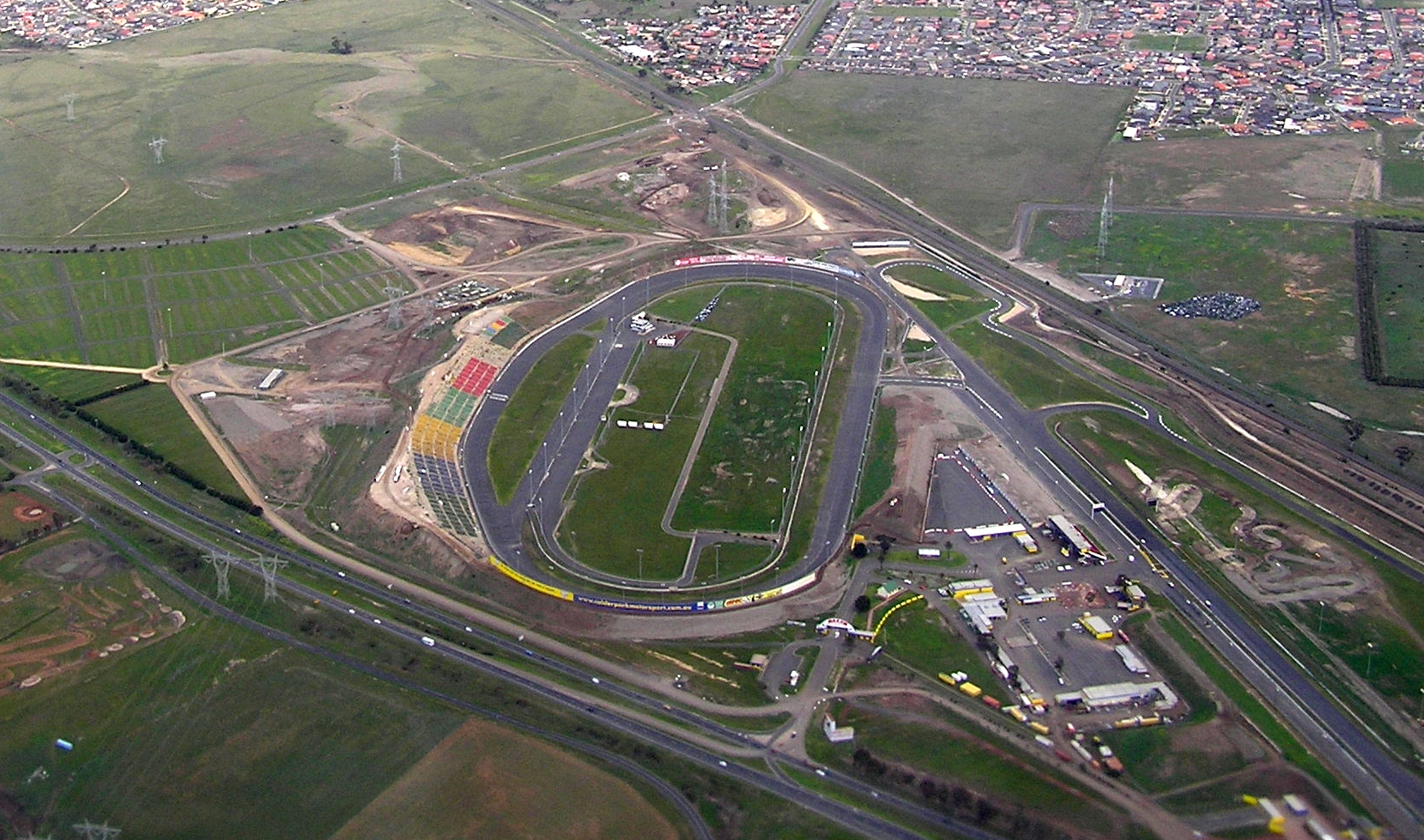
Widok na tor z lotu ptaka

Początkowo był to tor ziemny z którego korzystali lokalni entuzjaści ścigania się. 14 stycznia 1962 roku odbyła się pierwsza impreza na wyasfaltowanym torze. Data ta jest uznawana za oficjalną inaugurację toru. W 1987 kompleks powiększył się o tor owalny, który zbudowano w taki sposób że wyścigi mogły odbywać się w obu kierunkach (seria AUSCAR korzystała z samochodów z kierownicą po prawej stronie, a wyścigi na owalu odbywały się w kierunku zgodnym z ruchem wskazówek zegara).
W latach 1980-1984 na torze odbywało się Grand Prix Australii (niezaliczane do klasyfikacji mistrzostw świata Formuły 1). W 1988 odbył się pierwszy wyścig wykorzystujący tylko tor owalny, a zawody jakie się wtedy odbyły to pokazowe wyścigi NASCAR z gościnnym udziałem kilku kierowców z amerykańskiej serii. Był to pierwszy przypadek wyścigu NASCAR poza kontynentem Ameryki Północnej.

## Konfiguracje toru

Tor drogowy national: 2,280 km club: 1,609 km
"Thunderdome" – tor owalny 1,801 km
Konfiguracja wykorzystująca tor drogowy i owalny 4,216 km